# Notranje morje Seto
Notranje morje Seto (瀬戸内海, Seto Najkaj), tudi Setouči ali samo Notranje morje, je morje, ki ločuje tri od štirih glavnih japonskih otokov, Honšu, Šikoku in Kjušu. Območje okoli tega morja, ki vključuje tudi priobalne dele otokov, se imenuje regija Setouči. Deluje kot transportna pot med Tihim oceanom in Japonskim morjem. Povezuje Osaški zaliv z industrijskimi središči regije Kansai, vključno z Osako in Kobejem. Pred izgradnjo železniške linije San'jo ob obali Notranjega morja je bilo tudi glavna povezovalna pot med regijo Kansai in Kjušujem.
Ob obali morja so prefekture Jamaguči, Hirošima, Okajama, Hjogo, Okasaka, Vakajama, Kagava, Ehime, Tokušima, Fukuoka in Ojta ter mesta Hirošima, Ivakuni, Takamacu in Macujama.
Regija je znana po milem podnebju s stabilnimi temperaturami skozi vse leto in relativno malo padavinami. Morje je znano po periodičnih rdečih plimah (赤潮 akašio), ki jo povzročijo goste populacije določenih vrst fitoplanktona, kar povzroči smrt velikega števila rib.
Od 1980-ih so bile severne in južne obale morja povezane s tremi potmi projekta most Honšu-Šikoku, katerega del je tudi most Seto-Ōhaši, ki služi tako železniškem kot avtomobilskem prometu.

## Geografske značilnosti
Opredelitev meja Notranjega morja Seto Mednarodne hidrografske organizacije (objavljena leta 1953) je naslednja:
- Na zahodu. Jugovzhodna meja Japonskega morja [V Šimonoseki-kaikjo. Črta, ki teče od Nagoja Saki (130°49'V) na Kjušuju prek otokov Uma Sima in Muture Simia (33°58',5N) do Murasaki Hana (34°01'N) na Honšuju].
- Na vzhodu (Ki Suidô). Črta, ki poteka od Takura Saki (34°16'N) na Honšuju do Oiši Hana na otoku Avazi, skozi ta otok do Sio Saki (34°11'N) in naprej do Oiso Saki na Šikokuju.
- Na jugu (Bungo Suidô). Črta, ki povezuje Sada Misaki (33°20'N) na Šikokuju in Seki Saki na Kjušuju.

Notranje morje Seto meri 450 km od vzhoda proti zahodu in 15-55 km od severa proti jugu. Večinoma je precej plitvo s povprečno globino 38 m in največjo globino 105 m.
Zahodni del morja se povezuje z Japonskim morjem preko preliva Kanmon in s Pacifikom preko preliva Bungo, vzhodni del pa preko preliva Naruto s kanalom Ki, ki vodi v Tihi ocean.
V morju je skoraj 3000 otokov. Največja sta Avadži-šima in Šodo-šima. Več manjših otokov je nenaseljenih.
Razpon Notranjega morja Seto po zakonu o teritorialnem morju (領海及び接続水域に関する法律) je 19.700 km². Razpon Notranjega morja Seto v skladu z zakonom Setouči in odredbo o nalogu za izvršbo Setouči je 21.827 km².

### Večji otoki
- Vzhodni del: Avadži, Šodo, otoki Iešima, otoki Naošima, otoki Šivaku
- Osrednji del: Omišima, Innošima, Icukušima (tudi Mijadžima), otoki Hinase, otoki Kasaoka
- Zahodni del: Suo-Ošima, otoki Uvakaj, otoki Hašira-džima

### Živalstvo
V morju živi preko 500 vrst živali, med njimi riba aju, podkvaste rakovice in beli morski volk, ki občasno napade tudi ljudi. Zaradi kitolova in onesnaženja se kiti več ne pojavljajo v morju, kjer so se včasih hranili in tudi razmnoževali. Včasih vanj zaidejo izgubljeni posamezniki.

## Zgodovina
Danes velja, da je bil nivo morja med zadnjo ledeno dobo nižje. Po koncu tega obdobja je začela v morje dreti voda iz gora regije Čugoku in otoka Šikoku. Tako se je ustvarilo morje, kot ga poznamo danes.
Še iz starodavnih časov je imelo povezovalno vlogo med priobalnimi območji današnje regije Kansai in Kjušuja, pa tudi s Korejo in Kitajsko. Tudi po izgradnji avtocest Nankaido in San'jodo je ohranilo svojo vlogo. Obstajajo zapisi, ki pravijo, da so preko morja potovali kitajski in korejski odposlanci.
Zaradi velikega pomena vodnega prometa so imele regionalne sile ob morju navadno svoje zasebne mornarice, ki jih starejši dokument imenujejo suigun (水軍 »vodna vojska«) ali pa kar pirati. Včasih so jih smatrali za sovražnike države, v večini primerov pa so jim zaradi moči kar podelili pravico do samouprave.
V 12. stoletju je želel Taira no Kijomori prestaviti prestolnico iz Kjota v obalno vas Fukuhara (danes Kobe), da bi spodbujal trgovino s kitajsko dinastijo Song. Ta prenos je bil neuspešen in prestolnica se je vrnila v Kjoto. Kasneje v 12. stoletju se je ob obali današnjega Takamacuja bojevala bitka pri Jašimi.
Med fevdalnim obdobjem je imel suigun največ moči na obalnih predelih. Kono iz province Ijo (danes del prefekture Ehime) in Kobajakava (kasneje klan Mori) iz province Aki (danes del prefekture Hirošima) sta bila dva bolj znana mogočnika suigun.
V obdobju Edo je bilo morje Seto eno najživahnejših transportnih poti okoli japonskih otokov preko Japonskega morja. Bilo je na glavni liniji med regijo Kansai in Kjušujem, pa tudi regijo Hokuriku, Tohoku in Hokaido (takrat imenovano Ezo). Večja pristanišča tistega časa so bila Osaka, Sakai, Šimocui, Ušimado in Tomonoura. Morje je služilo mnogim dajmjojem na poti v Edo med opravljanjem dolžnosti pod politiko sankin-kotaj, predvsem ladje iz Osake, ki je postajala japonsko gospodarsko središče. Vsaka domena han je imela v Osaki pisarno Ozakajašiki, ki so bile prva oblika bank na Japonskem, ki so spodbujale domačo trgovino in pomagale pri organizaciji bogastva dajmjojev v obliki ogromnih bal riža, imenovanih koku.
Notranje morje Seto je bilo tudi del poti Čosendencuši, po kateri so k šogunu prihajali korejski odposlanci.
Po obnovi Meidži so se mesta ob obali hitro industrializirala. V mestu Kure so zgradili bazo japonske mornarice. Od takrat se je z razvojem kopenskih poti pomen morja zmanjšal. Pomembnejše novosti so železniška linija San'jo na Honšuju in Josan na Šikokuju (obe dokončani pred drugo svetovno vojno) in tri serije mostov iz konca 20. stoletja, ki povezujejo Honšu in Šikoku. Še vedno ga uporabljajo mednarodne transportne linije in lokalni transport med Honšujem, Šikokujem in Kjušujem.

## Gospodarstvo

### Industrija
Mesta z veliko industrije ob obali Notranjega morja so Osaka, Kobe in Hirošima, najdemo pa jo tudi v mestih Kurašiki, Kure, Fukujama in Ube na Honšuju ter mestih Sakajde, Imabari in Nihama na Šikokuju.
Glavne panoge vključujejo proizvodnjo jekla, vozil, tekstila gradnjo ladij, od šestdesetih let dvajsetega stoletja pa tudi rafiniranje nafte in kemijskih proizvodov.
Zaradi zmernega podnebja in čudovitega okolja prinesejo v regijo veliko denarja tudi ribolov, kmetijstvo in turizem.

### Transport
Danes služi Notranje morje Seto obalnim predelom kot cona notranjega transporta in prevoza tovora. Trije mostovi, del projekta mostovi Honšu-Šikoku, povezujejo otoka: Most Akaši-Kaikjo, most Seto-Ōhaši in avtocesta Nišiseto. Noben most ne povezuje Kjušuja s kakšnim drugim otokom.
Zgodovinsko gledano je morje povezovalo razne obalne regije Japonske, pa tudi Japonsko s Korejo in Kitajsko. Leta 1868 so ustanovili pristanišče Kobe, ki naj bi služilo mednarodnim ladjam. Postalo je pomembna povezava s Pacifikom.
Zaradi kasnejšega razvoja kopenskega transporta se je narava transporta spremenila. Železniške povezave so spodbujale lokalna gospodarstva.

### Turizem
Obalno območje je ena najrazpoznavnejših turističnih destinacij. Še pred odprtjem države v sredini 19. stoletja so zahodnjaki poročali o njegovi lepoti.
Priobalno območje, razen v prefekturi Osaka in delu prefekture Vakajama, je od 16. marca 1934 del Narodnega parka Setoniakai (瀬戸内海国立公園 Setonajkaj Kokuricu koen), s čimer je eno od treh najstarejših narodnih parkov.
Svetišče Icukušima na otoku Icukušima je del UNESCO svetovne dediščine in eden najslavnejših krajev zunaj Tokia in Kjota. Šodošima, tudi "otok oliv" in vrtinci Naruto sta znani turistični točki. Turisti se pogosto ustavijo tudi v mestih Kotohira, Okajama, Takamacu in Kurašiki. Hirošima je tudi vpisana na UNESCO seznam svetovne dediščine zaradi jedrskega bombardiranja mesta leta 1945.